# Eurovision Song Contest: The Story of Fire Saga
Eurovision Song Contest: The Story of Fire Saga is een Amerikaanse komedie uit 2020 onder regie van David Dobkin, die werd geproduceerd door Netflix. De hoofdrollen worden gespeeld door Will Ferrell, Rachel McAdams, Pierce Brosnan en Dan Stevens. Ferrell schreef samen met Andrew Steele het scenario.
De film verscheen op 26 juni 2020 op Netflix. Op 15 mei 2021 werd de film in de aanloop naar het Eurovisiesongfestival van 2021 uitgezonden op de Belgische zender VRT 1.

## Verhaal
De IJslandse zanger Lars Erickssong droomt ervan om het Eurovisiesongfestival te winnen. Samen met zijn jeugdvriendin Sigrit Ericksdottir richt hij de band Fire Saga op, waarmee ze in hun woonplaats Húsavík optreden. 
Het hoofd van de IJslandse voorselectie van het Eurovisiesongfestival 2020 is erg enthousiast over de inzending van zangeres Katiana en denkt dat IJsland met haar het Songfestival daadwerkelijk zou kunnen winnen. Er zijn al 11 deelnemers voor de voorronde geselecteerd, maar volgens de regels moeten er 12 acts meedoen. Omdat iedereen ervan uitgaat dat Katiana toch gaat winnen, kiezen ze willekeurig de laatste act. De keuze valt op Fire Saga. Lars is zo enthousiast dat hij de noodklok luidt en hij wordt daarvoor naar het politiebureau gebracht. Sigrit, die gelooft in de oude IJslandse traditie van elfen, vraagt hen om steun bij de wedstrijd en hoopt dat, als ze winnen, Lars eindelijk haar gevoelens voor hem kan beantwoorden.
Geen van hen wordt gesteund door hun ouders. Lars' vader vindt dat hij zijn leven heeft verspild aan stomme kinderdromen, en Sigrits moeder is van mening dat ze beter verdient dan Lars. Het optreden van Fire Saga tijdens de IJslandse voorronde gaat mis. Lars is zo terneergeslagen dat hij niet naar het bootfeestje voor de deelnemers gaat. Sigrit blijft bij hem als mentale steun. Plotseling ontploft de boot. Hierdoor wordt Fire Saga, als de enige overgebleven deelnemers, automatisch de inzending van IJsland voor het Eurovisiesongfestival 2020.
Tijdens het Eurovisiesongfestival in Edinburgh hebben Lars en Sigrit verschillende opvattingen over hun act. Lars heeft een nieuw decor ontwikkeld en werkt samen met een K-pop-ster om een remix van het nummer te maken. In de aanloop naar de show ontmoeten ze de Russische deelnemer Alexander Lemtov, die een feestje bij hem thuis organiseert waarvoor ook Fire Saga wordt uitgenodigd. Op het feestje zijn een aantal echte voormalige Songfestival-deelnemers en de deelnemers van dit jaar aanwezig. Sigrit brengt de avond door met Lemtov, terwijl Lars met de Griekse zangeres Mita praat. De avond veroorzaakt wat spanningen tussen Lars en Sigrit, want Lars wil haar niet verliezen aan Lemtov. Sigrit daarentegen vreest dat Lars met Mita heeft geslapen, wat niet blijkt te kloppen.
Het optreden van hun nummer Double Trouble in de halve finale verloopt aanvankelijk goed, totdat Sigrits sjaal in een gigantisch hamsterwiel vast komt te zitten en de act in een catastrofe eindigt. Toch zingen ze het liedje af. Lars loopt onmiddellijk het podium af en gaat terug naar IJsland, terwijl Sigrit daar blijft en steun krijgt van Lemtov. Lars merkt hierdoor niet dat het publiek aan het eind van hun act applaudisseerde en dat IJsland de finale haalde. 
In IJsland besluit Lars om zijn dromen te laten vallen en als visser te gaan werken. Daar praat hij met zijn vader en bekent zijn liefde voor Sigrit, waarop zijn vader hem vertelt om terug te keren en te vechten voor haar liefde. Wanneer Lars op weg is naar Edinburgh, probeert Victor Karlosson, de gouverneur van de centrale bank van IJsland, hem te vermoorden. Hij onthult dat hij de boot na de IJslandse voorronde heeft opgeblazen. IJsland mag volgens hem in geen enkel geval winnen, omdat ze geen geld hebben om het jaar erop het Songfestival te organiseren. Victor wordt echter gedood door elfen die Lars even daarvoor om steun had gevraagd.
Lars komt net op tijd aan voor hun optreden in de finale en stelt voor dat Sigrit het lied zingt dat zij speciaal voor Lars had geschreven. Hoewel dit tegen de regels is en tot diskwalificatie zal leiden, ziet Lars in dat het Eurovisiesongfestival veel meer is dan een wedstrijd. Ze kussen elkaar onder luid applaus. Erick kijkt samen met Sigrits moeder Helka met trots naar het festival. Alexander, die homo is en niet openlijk in Rusland kan leven, bespreekt met Mita de mogelijkheid om naar Griekenland te verhuizen.
Lars en Sigrit keren terug naar hun thuisstad waar ze worden verwelkomd met een groot onthaal. Enige tijd later treedt Fire Saga op met hun baby op de bruiloft van Erick en Helka.

## Rolverdeling
| Acteur                  | Personage                    | Nederlandse stemmen   |
| ----------------------- | ---------------------------- | --------------------- |
| Will Ferrell            | Lars Erickssong              | Huub Dikstaal         |
| Rachel McAdams          | Sigrit Ericksdottir          | Peggy Vrijens         |
| Dan Stevens             | Alexander Lemtov             | Sjoerd Oomen          |
| Mikael Persbrandt       | Victor Karlosson             | Reinder van der Naalt |
| Pierce Brosnan          | Erick Erickssong             | Fred Meijer           |
| Ólafur Darri Ólafsson   | Neils Brongus                | Leo Richardson        |
| Melissanthi Mahut       | Mita Xenakis                 | Barbara Sloesen       |
| Joi Johannsson          | Jorn                         | Louis van Beek        |
| Björn Hlynur Haraldsson | Politieman Arnar             | Joost Claes           |
| Demi Lovato             | Katiana Lindsdottir          | Linda Verstraten      |
| Graham Norton           | Graham Norton (als zichzelf) | Paul Donkers          |
| Jamie Demetriou         | Kevin Swain                  | Jürgen Theuns         |
| Milan van Weelden       | 21st Century Viking          |                       |

## Productie
In mei 2018 bezocht Will Ferrell de finale van het Eurovisiesongfestival 2018 in Lissabon (Portugal) om te zoeken naar mogelijke personages en scenario's voor de film. Ferrell sprak ook met de kandidaten achter de schermen. Op 18 juni 2018 werd bekend dat Ferrell een film gaat produceren die geïnspireerd is op het Eurovisiesongfestival. Hij zal hierin ook de mannelijke hoofdrol spelen en aan het scenario meeschrijven. De film zal worden gedistribueerd door Netflix. In maart 2019 werd David Dobkin als regisseur gekozen.
De vrouwelijke hoofdrol ging in mei 2019 naar Rachel McAdams. McAdams en Ferrell werden gespot tijdens de generale repetities van het Eurovisiesongfestival 2019 in Israël. In augustus 2019 sloten Pierce Brosnan, Dan Stevens en Demi Lovato zich aan bij de cast. Tabitha en Napoleon D'umo waren verantwoordelijk voor de choreografie.
Tijdens de Song-A-Long traden de volgende Songfestival-deelnemers op: John Lundvik (Zweden, 2019), Anna Odobescu (Moldavië, 2019), Bilal Hassani (Frankrijk, 2019), Loreen (Zweden, winnaar van 2012), Jessy Matador (Frankrijk, 2010), Alexander Rybak (Noorwegen, winnaar van 2009 & deelnemer van 2018), Jamala (Oekraïne, winnaar van 2016), Elina Netsjajeva (Estland, 2018), Conchita Wurst (Oostenrijk, winnaar van 2014) en Netta (Israël, winnaar van 2018). Salvador Sobral trad als straatmuzikant op met Amar pelos dois en Graham Norton fungeerde als commentator.
De opnames vonden plaats in het Verenigd Koninkrijk (Glasgow en Edinburgh) en in IJsland. Alle muziekscènes werden opgenomen op het podium van het Eurovisiesongfestival 2019 in mei 2019(in Tel Aviv). Het Knebworth House diende als buitenlocatie voor het huis van Alexander. In oktober 2019 werd er gefilmd in de SSE Hydro en op Glasgow Airport.
De productiekosten in IJsland bedroegen 3,6 miljoen dollar, waaraan het land één miljoen meebetaalde. 
Iyuno Netherlands Dub BV in Hilversum produceerde de Nederlandse nasynchronisatie. Het scenario is vertaald door Roel Dirven; de nasynchronisatie werd geregisseerd door Priscilla Knetemann. Onder de acteurs die hun stem leenden aan de personages zaten onder meer Huub Dikstaal, Peggy Vrijens, Sjoerd Oomen, Reinder van der Naalt, Fred Meijer en Milan van Weelden (die in de film zelf de rol van 21st Century Viking vertolkt).

## Marketing en release
Het eerste promotiefilmpje voor de film werd uitgebracht op 16 mei 2020, de dag van het eigenlijke Eurovisiesongfestival 2020. Het was een videoclip voor het nummer Volcano Man. Daarna werd de video gepubliceerd op de YouTube-kanalen van Netflix. Op 11 juni 2020 werd een officiële trailer vrijgegeven.
De film verscheen wereldwijd op 26 juni 2020 op de streamingdienst Netflix. Oorspronkelijk stond de release gepland voor mei 2020, tegelijkertijd met het Eurovisiesongfestival 2020. Het Songfestival werd echter geannuleerd vanwege de wereldwijde coronacrisis en ook de filmrelease werd uitgesteld. 

## Filmmuziek
Op 26 juni 2020 werd een soundtrack uitgebracht. De stem van McAdam werd gemixt met die van de Zweedse zangeres Molly Sandén, die onder de artiestennaam My Marianne op de tracklist staat. Erik Mjönes deed de zangstem van Stevens en Petra Nielsen de zangstem van Mahut.
Als eerste single van het album verscheen Volcano Man samen met de videoclip op 16 mei 2020. 
Tracklist
1. Double Trouble (Tiësto's Euro 90s Tribute Remix) – Will Ferrell, Rachel McAdams, My Marianne & Tiësto
2. Lion of Love – Erik Mjönes
3. Coolin’ with Da Homies – Savan Kotecha
4. Volcano Man – Will Ferrell, Rachel McAdams & My Marianne
5. Jaja Ding Dong – Will Ferrell, Rachel McAdams & My Marianne
6. In the Mirror – Demi Lovato
7. Happy – Will Ferrell, Rachel McAdams & My Marianne
8. Song-A-Long: "Believe", "Ray of Light", "Waterloo", "Ne partez pas sans moi", and "I Gotta Feeling" – cast van Eurovision Song Contest: The Story of Fire Saga
9. Running with the Wolve – Courtney Jenaé & Adam Grahn
10. Fool Moon – Anteros
11. Hit My Itch – Antonio Sol, David Loucks, Taylor Lindersmith & Nicole Leonti
12. Come and Play (Masquerade) – Petra Nielsen
13. Amar pelos dois – Salvador Sobral
14. Husavik – Will Ferrell, Rachel McAdams & My Marianne
15. Double Trouble (Film Version) – Will Ferrell, Rachel McAdams & My Marianne
16. Eurovision Suite – Atli Örvarsson

## Ontvangst
Op Rotten Tomatoes behaalt de film een beoordeling van 63%, gebaseerd op 182 recensies met een gemiddelde van 5,8/10. De website vat de recensies als volgt samen: "Eurovision Song Contest: The Story of Fire Saga bevat geïnspireerde ingrediënten en momenten die je hardop laten lachen, maar ze worden overtroffen door de platte stukken in deze te lange komedie." Metacritic komt op een score van 50/100, gebaseerd op 39 recensies.
Romy van Krieken van Veronica Superguide geeft de film 4 van 5 sterren en concludeert: "Will Ferrell steelt de show in Eurovision Song Contest: The Story of Fire Saga omdat hij heel goed door heeft wat er zo leuk is aan het Eurovisie Songfestival, en dat heeft hij allemaal in zijn film gestopt: bizarre kostuums, campy liedjes, diva gedrag en gewoon een hoop lol."
Van Barry Kuiper van Gids.tv krijgt de film ook 4 van 5 sterren. Hij schrijft in zijn recensie: "Soms flauwe en domme komedie maar met vele verrassingen, die deze film tot topentertainment maken op Netflix. Voor Songfestival-liefhebbers een absolute must-see!"
Voor Coen van Zwol van het NRC blijkt deze "dwaze maar best grappige komedie" "evenzeer hommage als satire" en krijgt van hem eveneens 4 van 5 punten.